# シムコプター
シムコプター (SimCopter) は、マクシス（Maxis、現在はエレクトロニック・アーツに買収）から1996年に発売されたリアルタイムフライトシミュレーションゲーム。
都市で発生する様々な問題をヘリコプターによって解決する事がゲームの目的である。また同社のシムシティ2000で作成した都市のマップデータを読み込むことができる。

## 登場するヘリコプター
- Schweizer 300（英語版）
- Bell 206 JetRanger
- MD 500
- MD 520N
- Bell 212
- Agusta A109
- Dauphin 2
- MD Explorer
- Apache

## イースター・エッグ騒動
当時マクシスの社員だったジャック・サーヴィンは、上半身裸にSPEEDOのパンツを履き、互いにハグしたりキスしたりし合う男性キャラクター群を特定の日に大量発生させる仕掛けを作った。
そのキャラクター群の乳首は、本来通路を照らすために使うような特殊なレンダリングモードで描かれているため、天気の悪い日であっても遠くから乳首が見えることがあった。
本作には、このようなキャラクターが大量発生してヘリコプターの周りに集まるバグがあり、プレイヤーはヘリコプターの回転翼でみじん切りにしたり、ヘリコプターに載せて病院送りにしたりすることで、簡単にゲーム内通貨を稼ぐことができた。
このイースターエッグは発売直後に判明し、後期版からは削除された。
結果として本作の発売日は延期となり、マクシスはクリスマス商戦に乗り遅れた。マクシスはサーヴィンを無許可のコンテンツを導入したかどで解雇した。
サーヴィンは、マクシスの労働環境への不満からこのようなことをしたと述べている。
この騒動を受け、ゲイのエイズ感染問題に取り組んでいるACT UPがマクシスの商品のボイコットを呼びかけ、サーヴィンはボイコットについては否定的な見解を示している。
それから数か月後、RTMarkという組織が、このような男性キャラクターをゲームで発生させることを含む16の創造的な破壊行為をしたことを認めた。
サーヴィンはこの組織から5,000ドルの為替を受け取ったとしている。